# Graduel de Monza
Le graduel de Monza est l'un des manuscrits les plus anciens du graduel grégorien, qui se conserve dans le trésor de la cathédrale de Monza (manuscrit I-MZ CIX). Ce document était parfois appelé, par erreur, cantatorium de Monza, signifiant un livre de chant réservé au soliste. 
Le manuscrit se distingue notamment de son format de luxe (texte doré) et de sa légende liée à saint Grégoire Ier. Si cette légende ne demeure plus authentique, le document reste important dans le domaine scientifique, en tant qu'un des manuscrits les plus anciens du chant grégorien, surtout comme matériaux principaux du Antiphonale Missarum Sextuplex (1935).
Il ne faut pas confondre ce manuscrit avec l'antiphonaire de Monza, I-MZ C. 12/75.

## Manuscrit

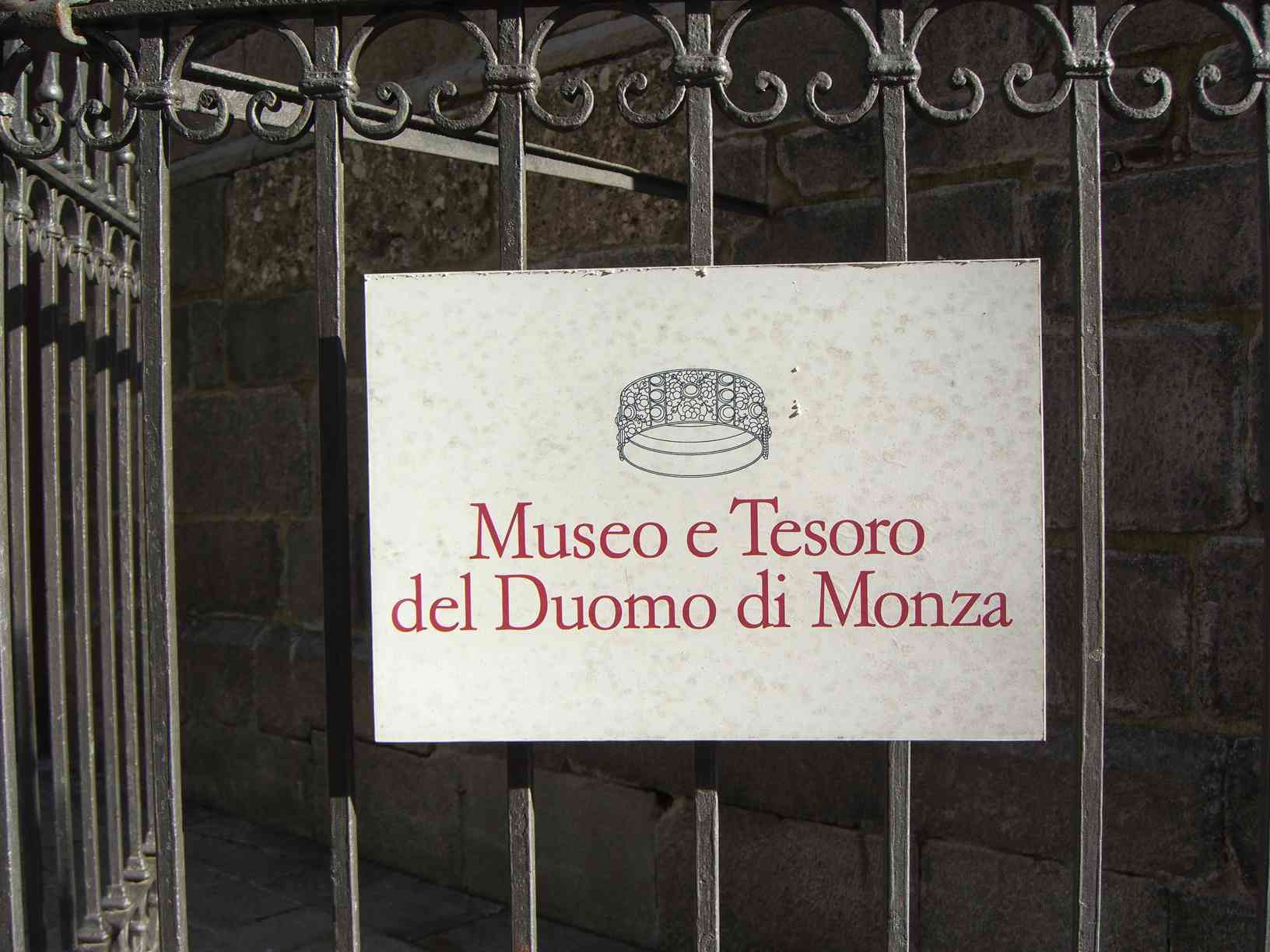
Le manuscrit est conservé dans le trésor de la cathédrale.

Le manuscrit ne se compose que de sept feuillets double de parchemin, donc 14 folios. Mais celui-ci s'illustre de ses lettres en d'or et d'argent. 
La légende attribuait ce manuscrit à saint Grégoire Ier, et préférait que ce document de luxe aurait été octroyé à Théodelinde, fondatrice de cette cathédrale de Monza. Même le cardinal Giuseppe Maria Tomasi adoptait cette histoire. Scientifiquement, cette attribution devint fausse, car, le poème Gregorius præsul au début n'est autre que l'invention de la dynastie carolingienne, en faveur de la promotion du rite romain dans son royaume. Le manuscrit ne remonte qu'au IXe siècle selon les études récentes,, si Dom René-Jean Hesbert préférait le VIIIe siècle. Quoi qu'il en soit, il existe plusieurs indices opposant à la légende dans le manuscrit.
Il ne s'agit pas d'un livre, mais deux cahiers dont le deuxième était en usage à l'intérieur du premier :
folios 1 - 2 - 3 (cahier I) _ folios 7 - 8 - 9 - 10 — 11 - 12 - 13 - 14 (cahier II) _ folios 4 - 5 - 6 (cahier I).
Le premier folio et la dernière page du cahier II, 14 verso, demeurent blanc.
Avec une dimension de 105 mm de largeur ainsi que de 333 mm de hauteur, le manuscrit ne se compose que des graduels, des versets de l'alléluia et des traits. Le copiste écrivait tout le texte du graduel en lettres d'or. Ces textes ne subissaient pas d'oxydation, au contraire des lettres d'argent, des titres ainsi que des initiales, noircirent considérablement. Au regard du Gregorius præsul, l'écriture avait été effectuée en alternance, d'or et d'argent.
Le lieu et la date de copie de celui-ci demeurent, jusqu'ici, inconnus.

## Caractéristiques
Auparavant, ce manuscrit s'appelait parfois cantatorium de Monza, vraisemblablement en raison de sa composition simple de seuls 14 folios en deux cahiers. Toutefois, il est évident qu'il ne s'agit pas d'un cantatorium réservé au soliste. Il s'agit d'un graduel grégorien.
Dans la première moitié du XXe siècle, Dom René-Jean Hesbert à Solesmes s'apercevait quelques caractères particulièrement archaïques dans le manuscrit. C'est la raison pour laquelle ce moine considérait que ce graduel resterait le plus ancien parmi les six manuscrits dans son œuvre Antiphonale Missarum Sextuplex. D'abord, l'absence de la messe Omnes gentes, réservée au VIIe dimanche après l'octave de la Pentecôte. Il s'agissait d'une caractéristique de la liturgie romaine ancienne. Ensuite, encore selon Dom Hesbert, le manuscrit manque de deux fêtes de la Croix. Enfin, en développant son long discours, le musicologue s'intéressait particulièrement d'une anomalie. Il existait en effet une succession de fêtes, le 28 août, saint Hermès, ainsi que, le 29 août, sainte Sabine, interrompant une longue absence de fête du sanctoral, entre celle de saint Laurent (10 août) et celle de saint Michel (29 septembre). Dom Hesbert interprétait cette anomalie avec l'existence hypothétique d'une fête mariale, l'Assomption et la Nativité de Notre Dame. Mais il faut rester prudent, étant donné que 14 folios de manuscrit (en fait, seules 25 pages et 3 pages blanches) était trop petit pour que l'on puisse noter tous ceux qui concernaient. 
D'ailleurs, dans le graduel de Monza, les versets de l'alléluia n'étaient pas suffisamment développés alors que le répertoire du chant grégorien se distinguait de sa richesse de ces alléluias en comparaison d'autres anciens chants monodiques européens. Avec seuls 37 versets dont 33 sont différents, le choix de chantre était assez limité.     
En résumé, il est difficile à identifier, logiquement, la vraie raison pour laquelle le manuscrit manque de certaines pièces, soit par omission à cause de ses folios très limités (« la reproduction ci-contre du manuscrit ouvert est assez réduite »), soit son ancienneté avant le développement du répertoire.
Certes, ce manuscrit restait, jusqu'au XIXe siècle, un document particulièrement important, directement lié à saint Grégoire. C'est pourquoi Giuseppe Maria Tomasi préparait sa publication de texte (voir ci-dessous). Une fois cette attribution disparue, les spécialistes donnent la priorité à d'autres manuscrits, plus complètes, tel l'antiphonaire du Mont-Blandin, copié vers 800 certainement à l'abbaye Saint-Pierre de Gand :

« Il suffira de faire observer que, si la première colonne de la page de gauche est plus étroite que les deux autres, c'est parce que le texte du Graduel de Monza est habituellement beaucoup plus bref que celui des antiphonaires de Rheinau et du Mont-Blandin. »

## Publication de texte
- 1750 (posthume) : Giuseppe Maria Tomasi († 1713), V. C. Petri Pauli Boscha Archipresbyteri Modoetia in Insubria Prafatio in vetustiorem hunc librum Gradalem S. Gregorii Papa, dans les Opera omnia, tomus quintus (tome V) in quo antiqui libri Missarum Romanæ Ecclesiæ, Typographia Palladis, Rome 1750 [lire en ligne] p. 257 - 266[ams 5].

1. ↑  p. 257

## Sources
- Dictionnaire liturgique, historique et théorique de plain-chant   Par Joseph d'Ortigue publié par Migne
- Katalog der festländischen Handschriften des neunten Jahrhunderts,  Bernhard Bischoff